# Аерокосмічне знімання
Аерокосмічне знімання — отримання зображення місцевості з різних літальних апаратів за допомогою спеціальної апаратури.
Залежно від того, які зони електромагнітних хвиль використовують під час знімання і як записують інформацію про об'єкт, розрізняють фотографічні та нефотографічні зображення.
До нефотографічних належать телевізійні, електронно-оптичні, радіотеплові, радіолокаційні зображення, які розширюють можливості отримання інформації про місцевість, стан довкілля та природні ресурси.
Космічне знімання виконують для створення карт, дослідження природних ресурсів, вивчення геологічної будови Землі, метеорологічних процесів, стану забрудненості довкілля, тобто процесів, дія яких поширюється на цілі регіони

## Напрямки досліджень
Розрізняють:

Спеціальне аерокосмічне знімання — аерокосмічне знімання, виконане з метою отримання систематичної або оперативної інформації про земну поверхню, планети, недра Землі і динаміку різних явищ і процесів.

Аерокосмічне знімання — процес отримання зображення Землі, її частин, планет та їхніх супутників (об'єкта дослідження) з повітряних або космічних літальних апаратів за допомогою спеціальної апаратури.

## Аерокосмічні методи
Аерокосмічні методи вивчення Землі — сукупність методів дослідження і картографування планети загалом, географічних зон і регіонів, природних і соціально-економічних об'єктів та різних явищ з літальних апаратів чи космічних апаратів. Включає знімання земної поверхні, фотограмметричну обробку знімків та реєстрограм, загальне та спеціальне дешифрування знімків.

Основні аерокосмічні методи — фотографічні, електронні, фотоелектронні, геофізичні та візуальні.

При фотографічному методі використовується видима та ближня інфрачервона зона спектра електромагнітних хвиль.
Фотоелектронні методи включають звичайне телевізійне, фототелевізійне, спектрометричне, теплове (інфрачервоне), радіотеплове, радіолокаційне та ультрафіолетове знімання.

В числі геофізичних методів — магнітне, радіометричне та гравітаційне знімання, електро- і сейсморозвідка.

Візуальні аерокосмічні методи — пряме спостереження з літальних апаратів за станом атмосфери і земної поверхні, а також наземних об'єктів. Візуальні спостереження із космосу й повітря можуть поєднуватись з фіксацією окремих вибраних об'єктів та з інструментальним розпізнаванням на знімках контурів місцевості.

## Стандарти
Знімання аерокосмічне:
- ДСТУ 2686-94 Аерокосмічне знімання. Терміни та визначення
- ДСТУ ISO 14300-1:2008 Космічні системи. Управління програмою. Частина 1. Структурування програми (ISO 14300-1:2001, IDT)
- ДСТУ ISO 14620-1:2008 Космічні системи. Вимоги безпеки. Частина 1. Безпечність системи (ISO 14620-1:2002, IDT)
- ГОСТ 25645.211-85 Безопасность радиационная экипажа космического аппарата в космическом полете. Характеристики ядерного взаимодействия протонов (рос.)
- ГОСТ 25645.212-85 Безопасность радиационная экипажа космического аппарата в космическом полете. Характеристики ядерных взаимодействий многозарядных ионов (рос.).

## Рекомендована література
- Аерокосмічні знімальні системи: підруч. [для студ., асп., науковців — фахівців у галузі дистанц. зондування Землі, геодез., картогр., фотограмметрії та кадастру] / Х. В. Бурштинська, С. А. Станкевич ; М-во освіти і науки України, Нац. ун-т «Львів. політехніка». — Л. : Вид-во Львів. політехніки, 2013. — 312, [4] с. : іл. — Тит. арк. парал. укр., англ. — Бібліогр.: с. 309—312 (103 назви). — ISBN 978-617-607-533-2
- Бурштинська Х. В. Аерофотографія: Підручник. — Львів: Вид. ЛАГТ, 1999, — 356 с.
- Дорожинський О. Л. Тукай Р. Фотограмметрія. Підручник. видавництво — НУ «Львівська політехніка», 2008. — 330 с.
- Кохан С. С., Востоков А. Б. Дистанційне зондування Землі: теоретичні основи. Підручник.- К.: Вища школа, 2009. — 511 с.
- Геодезичний енциклопедичний словник /За редакцією Володимира Літинського. — Львів: Євросвіт, 2001. — 668 с.
- Савиных В. П., Кучко А. С., Стеценко А. Ф. Аэрокосмическая фотосъемка. — М.: «Картгеоцентр» — «Геодезиздат» 1997. − 378 с.

## Корисні посилання
- [ http://edu.lp.edu.ua/ [Архівовано 16 грудня 2014 у Wayback Machine.]]
- [Архівовано 16 грудня 2014 у Wayback Machine.]